# Phytobia unica
Phytobia unica är en tvåvingeart som beskrevs av Spencer 1973. Phytobia unica ingår i släktet Phytobia och familjen minerarflugor.
Artens utbredningsområde är Jamaica. Inga underarter finns listade i Catalogue of Life.